# Trichura druryi
Trichura druryi là một loài bướm đêm thuộc phân họ Arctiinae, họ Erebidae.